# Piedras (Tolima)
Piedras es un municipio colombiano ubicado localizado al centro-oriente del Departamento del Tolima.
La población provendría de un asentamiento indígena que ya existiría en 1552. En 1774 la población fue trasladada al lugar que ocupa actualmente. En el municipio de Piedras viven cerca de 5427 habitantes, el 28 de julio de 2013 se realizó una consulta popular, y un poco más de dos mil novecientos habitantes votaron por el "No" a la minería de la Anglo Gold Anshanti, mientras que apenas 21 personas le dieron el "Sí" al cuestionado proyecto de La Colosa, que es uno de los proyectos de recursos de oro con mayor potencial en Colombia, ubicado en el municipio de Cajamarca (Tolima) y si es factible, uno de los más grandes descubrimientos en Latinoamérica en la última década. La altura del yacimiento sobre el nivel del mar es entre 2800 y 3200 metros, cerca de fuentes de agua y alta montaña.

## Reseña histórica
Este pueblo fue fundado el 13 de octubre de 1552 Ubicación inicial: la población estaba ubicada a 3 km de la margen izquierda del río Opia. Ubicación posterior: en el año 1774 fue trasladado al lugar que actualmente ocupa. Nombre Indígena: Itandaima Nombre posterior: San Sebastián del Río de las Piedras Datos importantes: En el año 1903 la población fue incendiada por las constantes confrontaciones entre partidos políticos. Fue antiguamente una región muy importante por ser vía de comunicación terrestre entre el Quindío y Bogotá.

## División Político-Administrativa
Además de su Cabecera municipal. Piedras tiene bajo su jurisdicción los siguientes Centros poblados:
- Chicalá
- Doima
- Guataquisito
- Paradero Chipalo

## Geografía

### Ubicación
El Municipio de Piedras se encuentra localizado al centro-oriente del Departamento del Tolima y dista a 47 km de la Ciudad de Ibagué.
El Municipio cuenta con un lugar de gran atracción turística "El OPIA", con sus 2 principales sitios de esparcimiento natural la fragua y caracoli, que se convierten en nuestro mayor tesoro colabórenos para proteger.

### Distancias
Distancia a Ibagué: 40 kilómetros
Distancia a Bogotá: 197 kilómetros por la vía Ambalema-Cambao y 210 kilómetros por la vía a Ibagué
Contempla territorios planos o ligeramente ondulados, sobre el sur de esta zona se contemplan áreas montañosas de altura menores a los 700 m s. n. m.
Extensión total:355.15 km²
Extensión área urbana:0.59 km²
Extensión área rural:354.56 km²
Altura: 403 m s. n. m.
Temperatura media: 26 °Cº

### Límites municipales
Piedras está delimitado por los siguientes municipios, siendo Cundinamarca al este
| Noroeste: Alvarado (Río Chipalo) | Norte: Venadillo (Río Tataré)     | Nordeste: Beltrán ( Cundinamarca) (Río Magdalena) |
| Oeste: Alvarado (Río Chipalo)    |                                   | Este: Guataquí ( Cundinamarca) (Río Magdalena)    |
| Suroeste: Ibagué                 | Sur: Límite entre Ibagué y Coello | Sureste: Coello                                   |

## Servicios públicos
- Energía Eléctrica: Celsia, es la empresa prestadora del servicio de energía eléctrica.
- Gas Natural: Alcanos de Colombia es la empresa distribuidora y comercializadora de gas natural en el municipio.